# Raúl Arellano Gallo
Raúl Arellano Gallo (Guadalajara; 17 de enero de 1939) es un exfutbolista mexicano que jugaba como centrocampista.

## Trayectoria
Era apodado "pecas" y estuvo bajo contrato con Cruz Azul entre 1963 y 1969. Formó parte de la plantilla 1968-69 del primer equipo campeón de Cruz Azul.

## Selección nacional
En el Torneo Olímpico de Tokio 1964, disputó los dos primeros partidos de la fase de grupos ante Rumania (1-3) e Irán (1-1).

### Participaciones en Juegos Olímpicos
| Torneo                   | Sede  | Resultado    |
| ------------------------ | ----- | ------------ |
| Juegos Olímpicos de 1964 | Tokio | Primera fase |

## Palmarés

### Títulos nacionales
| Título           | Equipo    | País   | Año     |
| ---------------- | --------- | ------ | ------- |
| Segunda División | Cruz Azul | México | 1963-64 |
| Primera División | Cruz Azul | México | 1968-69 |

### Distinciones individuales
| Distinción                                                | Año  |
| --------------------------------------------------------- | ---- |
| Máximo goleador del Campeonato de Naciones de la Concacaf | 1967 |